# Ліновицька Валентина Тарасівна
Ліновицька Валентина Тарасівна — український організатор кіновиробництва, заслужений працівник культури України (1995).
Народилась 27 вересня 1944 року в с. Мирне Одеської області в селянській родині. Закінчила Харківський юридичний інститут (1968) та Вищу партійну школу при ЦК Компартії України (1975). Була заступником директора Бюро пропаганди радянського кіномистецтва Спілки кінематографістів України (1976—1981), працювала на Київській кіностудії ім. О. П. Довженка (1981 — 1983). З 1989 по 2014 р.р. — перший заступник начальника Головного управління культури і мистецтв м. Києва.
Нагороджена Орденом княгині Ольги ІІІ ступеня (1999), ІІ ступеня (2003).